# Ricardo Garcia
Ricardo Bermudez Garcia (São Paulo, 19 de novembro de 1975), conhecido como Ricardinho, é um ex-voleibolista brasileiro. Atuava como levantador e foi capitão da seleção brasileira de vôlei masculina. Atualmente é presidente da Equipe Maringá Volei.
Ricardinho foi escolhido o melhor levantador da Copa dos Campeões de 2005 e foi eleito o melhor jogador da Liga Mundial de 2007.
Em 14 de agosto de 2007, Ricardinho lançou sua autobiografia, intitulada Levantando a vida - A história de um campeão chamado Ricardinho, escrita pelo jornalista Luiz Carlos Ramos, ex-editor de Esportes do jornal O Estado de S. Paulo.
Os principais títulos de Ricardinho foram a medalha de ouro nos Jogos Olímpicos de Atenas 2004, seis medalhas de ouro na Liga Mundial (2001, 2003, 2004, 2005, 2006 e 2007), duas medalhas de ouro no Campeonato Mundial (2002 e 2006) e os títulos: quatro vezes campeão Sul-Americano (1997, 1999, 2001 e 2003), três vezes campeão da Copa América (1998, 1999 e 2001), duas vezes campeão da Copa dos Campeões (1997 e 2005) e campeão da Copa do Mundo (2003).

## Carreira

### Início
Filho de espanhol, seu início no vôlei se deve a uma história de superação. Após retirar um tumor benigno na perna esquerda, aos sete anos de idade, Ricardinho foi orientado pelo médico a praticar esportes para melhorar sua recuperação. Seu irmão que jogava no Banespa o levou para participar dos treinamentos do time, e dali ele nunca mais saiu.

### Seleção Brasileira
Sua trajetória na Seleção iniciou-se em 1997, quando foi convocado pela primeira vez. Foi reserva de Marcelinho na equipe que conquistou o Campeonato Mundial daquele ano.
A seleção brasileira de vôlei masculina, treinada por Bernardinho, foi apontada como uma das melhores da história mundial. A equipe conseguiu esse reconhecimento com as jogadas geniais de Ricardinho, que abusava da variação de jogadas e da velocidade. O treinador apontou o jogador como um dos principais responsáveis pela conquista da medalha de ouro em Atenas 2004.
O ex-levantador da seleção brasileira William apontou Ricardinho como um dos responsáveis pelas conquistas do vôlei brasileiro.

#### O Polêmico Corte às Vésperas do Pan de 2007
A dois dias da estreia da seleção brasileira de vôlei masculina nos jogos Pan-Americanos do Rio de Janeiro, em julho de 2007, Ricardinho foi cortado do elenco. Bruninho foi escalado para a vaga do ex-capitão e Marcelinho tornou-se o levantador titular. A seleção conquistou invicta a medalha de ouro e a equipe fez uma homenagem a Ricardinho no pódio.
À época, Bernardinho disse: "Quando você tem que dar uma bronca, ou punir o seu filho, você vai contar para os outros o que o seu filho fez? Então não tem o porquê de externar isso".
Por conta disso, durante 10 anos, muito foi-se especulado a respeito do porquê Ricardinho havia sido cortado. O ponteiro Giba e o líbero Serginho, em suas biografias, trazem a mesma versão: Indisciplina. Conforme relatado na biografia de Giba, "Giba Neles" (Globo Livros, 2015), o ponteiro diz: "Criou-se um tabu a respeito da situação. E nós, jogadores, resolvemos o problema como sempre fizemos: entre a gente. O corte de Ricardinho passou a ser tratado como "o maior segredo do vôlei brasileiro". Nunca houve segredo. Houve, sim, preservação de um grupo. Roupa suja se lava em casa. E foi assim que fizemos durante todos esses anos. Éramos, de fato, uma família, na qual todos brigavam por todos. Até chegar o momento em que um companheiro não brigou pelos outros."
Em sua biografia, “Levantando a Vida”, Ricardinho confirma o que foi dito por eles.

#### Tentativas de "Reconciliação"
Sentindo-se traído pelos demais atletas, Ricardinho cortou relações com eles e passou a distribuir declarações polêmicas.
Em outubro de 2007, Bernardinho fez a primeira tentativa de reaproximação com Ricardinho, relacionando o nome dele entre os pré-convocados para a Copa do Mundo. Mas, com condições: que fizesse uma retratação com o grupo e seguisse as regras e rotinas planejadas. O jogador ignorou a tentativa.
Em 2010, uma nova investida com Ricardinho sendo inscrito entre os 22 atletas da Liga Mundial. Na ocasião, o pedido foi melhor recebido, mas o levantador preferiu ficar de fora do torneio, pois queria resolver questões particulares. Pediu para começar a se preparar visando à disputa do Campeonato Mundial daquele ano, mas desta vez quem não aceitou foi Bernardinho.

#### Retorno à Seleção
Em 2012, quando Ricardinho jogava no Brasil, Ricardinho e Bernardinho se encontraram em uma partida e finalmente se acertaram. O levantador participou da Liga Mundial daquele ano, mas como reserva.
Também permaneceu na equipe durante a campanha do vice em Londres 2012, encerrou sua trajetória no time nacional.

### Aposentadoria
Em julho de 2018, aos 42 anos, Ricardinho anunciou sua aposentadoria das quadras. "Foi uma decisão tomada. Não foi de última hora, já vinha pensando. O corpo está 100%, estou voando, a cabeça está voando. Mas foi uma decisão que tive de tomar. E tomei. É o que tem de ser feito. Não tem muito o que questionar", disse, comunicando sua aposentadoria.

## Estilo de Jogo
| “ | “Não importava o lugar na quadra. Eu sempre tentava fazer a bola chegar no mesmo lugar e velocidade para o atacante.” | ” |

Ricardinho é considerado por muitos o melhor levantador da história do voleibol. Com jogadas rápidas e imprevisíveis, o levantador se tornou o principal jogador do mundo em sua posição. A rapidez de suas jogadas diminuía o tempo para a defesa e bloqueios reagirem, e as maiores potências mundiais simplesmente não conseguiam acompanhar o ritmo implementado pelo levantador.
Desde o juvenil, Ricardinho era apontado como um prodígio. Mas seu talento foi moldado a base de muito treinamento, e de erros também. Ainda adolescente, ele já acelerava os levantamentos. Mas muitas vezes a bola ia na antena ou na quadra adversária. Ouvia que tinha talento, mas que faltava cabeça. Nestes dias moldava sua técnica de contato com a bola. Para isto, passava horas na frente da televisão vendo gravações de partidas de vôlei de seleções internacionais. Estudava como agiam os levantadores das principais seleções do mundo. Escolheu o melhor de cada escola: não segurar a bola na mão como fazem os asiáticos; atacar de segunda bola ao melhor estilo americano; ou fingir atacar como faziam os franceses.
Segundo Doug Beal, treinador americano que revolucionou o vôlei ao introduzir a especialização nos anos 1980, “O Brasil (de 2006) tem um time excepcional, mas Ricardo faz a diferença. Ele consegue sempre, mais do que qualquer outro levantador no mundo, deixar o time em condição de matar a jogada, distribui a bola como ninguém, numa velocidade incrível”.
Ricardinho chegou ao requinte de nem precisar de um bom passe para acelerar, e muito, uma bola. Uma amostra do que ele era capaz pode ser resumida em um lance, que ocorreu no Mundial de 2006. Na semifinal, contra a Sérvia e Montenegro, o levantador pegou de costas uma bola após a linha de saque e, com uma levantada incrivelmente velocíssima, jogou-a na saída da rede, para um ataque certeiro de André Nascimento.

## Ficha técnica
- Altura: 1,92 m[18]
- Peso: 94 kg
- Lateralidade: Canhoto
- Ataque:
- Bloqueio:
- Posição: levantador
- Camisa: 17
- Data de nascimento: 19 de novembro de 1975
- Clubes em que jogou: Banespa, Cocamar, Interclínicas, Philco, Unicor, Suzano, Ulbra, Minas, Modena, Sisley Treviso e Volei Futuro.
- Clube atual:  - ModaMaringá

## Títulos conquistados

### Títulos nacionais em equipe
- 1991: Campeão do XX Jogos Estudantis Brasileiros
- 1991: Campeão do Campeonato Brasileiro Infanto-Juvenil
- 1992: Campeão do Campeonato Brasileiro Infanto-Juvenil
- 1992: Campeão do XXI Jogos Estudantis Brasileiros
- 1993: Campeão do Campeonato Brasileiro Juvenil
- 1995: Campeão da Copa Brasil
- 1995: Campeão Brasileiro Juvenil
- 2002: Campeão da Superliga (Ulbra - Porto Alegre)
- 2003: Campeão da Superliga (Ulbra - Porto Alegre)
- 2010: Campeão dos Jogos Abertos do Interior, Santos 2010 (Volei Futuro)
- 2010: Campeão Paulista (Volei Futuro)
- 2012: Vice-Campeão da Super Liga (Volei Futuro)

### Títulos internacionais em equipe
- Seleções de base:
  - 1992: Campeão do Campeonato Sul-Americano Infanto-Juvenil
  - 1992: Campeão do II Juegos Estudiantiles Del Cono Sul
  - 1994: Campeão do do XII Campeonato Sul-Americano de Voleibol Juvenil
- Seleção adulta:
  - 1997: Campeão do Campeonato Sul-Americano
  - 1997: Campeão do Campeonato Mundial
  - 1997: Campeão da Copa dos Campeões
  - 1998: Campeão da Copa América
  - 1999: Campeão da Copa América
  - 1999: Campeão do Campeonato Sul-Americano
  - 2001: Medalha de ouro na Liga Mundial
  - 2001: Campeão da Copa América
  - 2001: Campeão do Campeonato Sul-Americano
  - 2002: Medalha de ouro no Campeonato Mundial
  - 2003: Medalha de ouro na Liga Mundial
  - 2003: Campeão do Campeonato Sul-Americano
  - 2003: Campeão da Copa do Mundo
  - 2004: Medalha de ouro na Liga Mundial
  - 2004: Medalha de ouro nos Jogos Olímpicos de Atenas
  - 2005: Medalha de ouro na Liga Mundial
  - 2005: Campeão da Copa dos Campeões
  - 2006: Medalha de ouro na Liga Mundial
  - 2006: Medalha de ouro no Campeonato Mundial
  - 2007: Medalha de ouro na Liga Mundial
  - 2012: Medalha de Prata nos Jogos Olímpicos de Londres

### Títulos individuais
- 1992: Considerado "All Star" do Campeonato Sul-Americano de Voleibol Infanto-Juvenil
- 1992: Melhor Levantador do Jeb's
- 1993: Melhor Levantador do Torneio de Natal da Bélgica
- 1994: Melhor Levantador do XII Campeonato Sul-Americano de Voleibol Juvenil
- 1994: Melhor Levantador nos Amistosos da seleção brasileira "B" Adulto
- 1995: "Best Setter" (melhor levantador) no VIII Men's Junior World Volleyball Championship
- 2005: Melhor levantador da Copa América
- 2005: Melhor levantador da Copa dos Campeões
- 2007: Melhor jogador da Liga Mundial